# 495 (číslo)
Čtyři sta devadesát pět je přirozené číslo. Následuje po čísle čtyři sta devadesát čtyři a předchází číslu čtyři sta devadesát šest. Římskými číslicemi se zapisuje CDXCV a řeckými číslicemi υϟε.

## Matematika
495 je:
- Deficientní číslo
- Složené číslo
- Nešťastné číslo

## Astronomie
- (495) Eulalia je planetka hlavního pásu, kterou objevil v roce 1902 Max Wolf

## Roky
- 495
- 495 př. n. l.